# Gemischbildung

Viertaktzyklus eines Ottomotors mit äußerer Gemischbildung: In Takt 1 saugt der Kolben das durch den Vergaser (links) erzeugte Gemisch in den Brennraum

Die Gemischbildung bezeichnet die Art und Weise, nach der das Kraftstoff-Luft-Gemisch für einen Verbrennungsmotor erzeugt wird.
Man unterscheidet grundsätzlich die äußere Gemischbildung, bei der die Mischung bereits außerhalb des Brennraums erfolgt, von der inneren Gemischbildung, bei der die Verbrennungsluft erst innerhalb des Brennraums mit Kraftstoff versetzt wird (Direkteinspritzung).

## Äußere Gemischbildung
Bei der äußeren Gemischbildung wird das Gemisch außerhalb des Brennraums erzeugt und hat Zeit sich gleichmäßig zu verteilen, bevor es gezündet wird.
Ottomotoren mit äußerer Gemischbildung haben entweder einen Vergaser oder eine Saugrohreinspritzung; bei Gasmotoren ersetzt ein spezieller Mischer den Vergaser.
Für Modellflugzeuge gibt es sehr kleine Selbstzündermotoren (wenige cm3 Hubraum) mit äußerer Gemischbildung und Kompressionszündung.

## Innere Gemischbildung

Viertaktzyklus beim Dieselmotor mit Direkteinspritzung (schematisch)

Der Ottomotor ist ein Verbrennungsmotor, also eine Wärmekraftmaschine mit innerer Verbrennung. Kennzeichen des Ottomotors ist die Kompression eines Gemisches aus Kraftstoff und Luft und die anschließende Fremdzündung durch Zündkerzen. Ottomotoren mit Hubkolben gibt es als Zweitaktmotoren oder als Viertaktmotoren, bei Zweitaktmotoren braucht ein Arbeitsspiel eine Umdrehung der Kurbelwelle, bei Viertaktmotoren zwei. Der Viertaktmotor ist die gebräuchlichere Bauart. Bei der inneren Gemischbildung wird dem Motor während des Ansaugtaktes nur reine Luft zugeführt und das Gemisch entsteht erst durch direktes Einspritzen von Kraftstoff innerhalb des Brennraums (Direkteinspritzung), bzw. mittels Vorkammereinspritzung in eine Wirbelkammer mit Glühkopf.
Auf diese Weise lässt sich der Kraftstoff sehr genau dosieren und Spülverluste durch Ventilüberschneidung beim Viertaktmotor und generell bei Zweitaktmotoren lassen sich vermeiden. Prinzipiell lassen sich auch Gasmotoren mit innerer Gemischbildung realisieren, indem das Brenngas über eigene Einlassventile zugeführt wird.
Beim Ottomotor erfolgt eine Benzindirekteinspritzung mit niedrigem Druck bereits zu Beginn der Kompression und dann wie üblich im oberen Totpunkt die elektrische Fremdzündung mit einer Zündkerze.
Im Gegensatz dazu wird beim Dieselmotor zunächst die Luft durch starkes Komprimieren im Brennraum so weit erhitzt, dass sich der mit einer Hochdruck-Einspritzanlage fein zerstäubte Kraftstoff nach kurzer Zeit (Zündverzug) von selbst entzündet. So lässt sich mit einer dynamisch gesteuerten Kraftstoffzufuhr der zeitliche Verlauf der Verbrennung sehr genau kontrollieren, was einen Gleichdruckprozess mit sehr hohem Kompressionsdruck gestattet und damit beste Wirkungsgrade erreicht.
Neben Dieselmotoren und Ottomotoren mit direkter Einspritzung arbeiten auch Gasturbinen und Brenner von Kesselanlagen überwiegend mit innerer Gemischbildung.